# Nechen

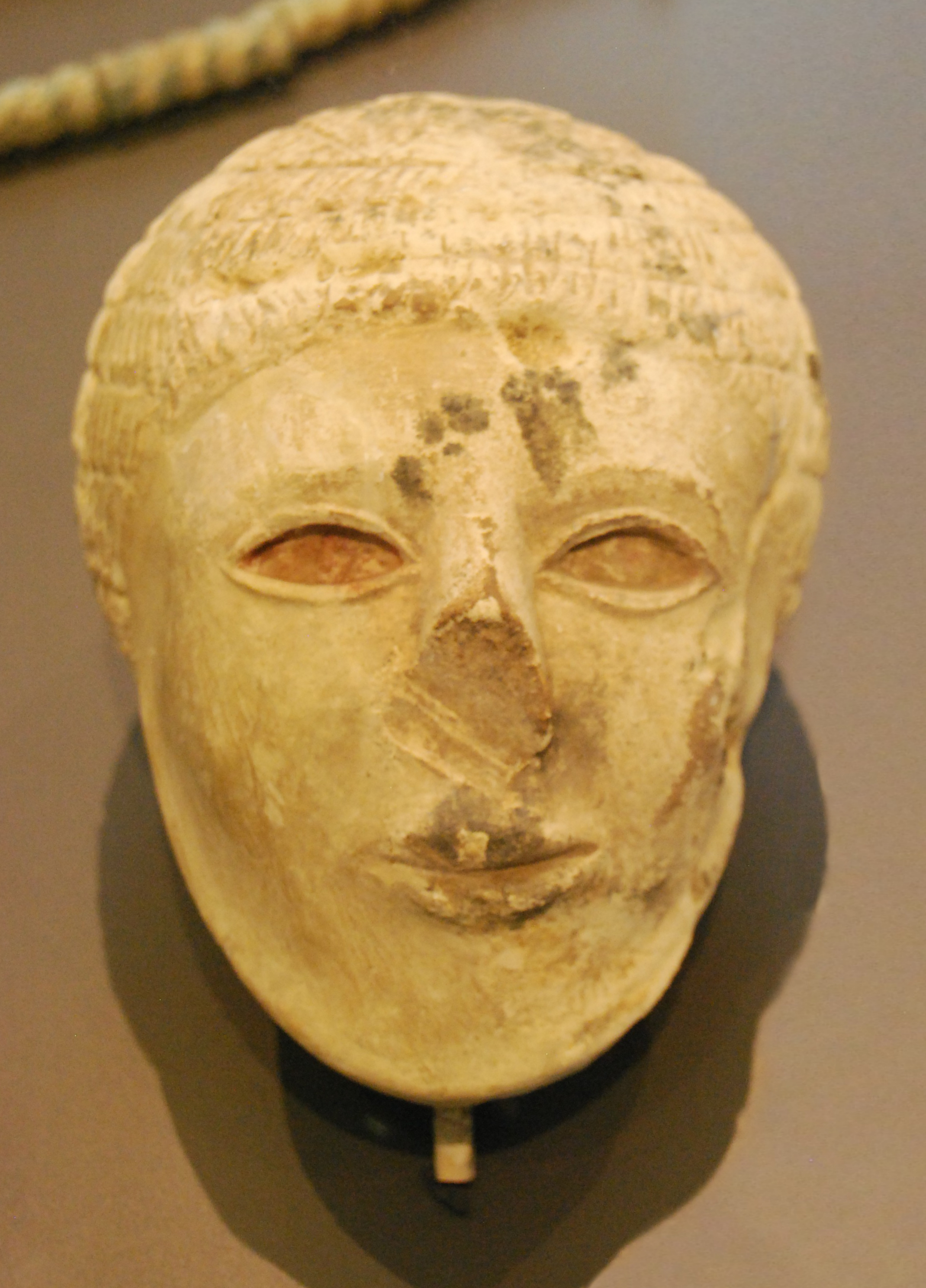
Figurína člověka, nalezena v Nechenu, dnes uložena v Ashmoleovu muzeuu v Oxfordu.

Nechen (egyptsky) nebo Hierakonpolis (z řeckého Hierakón polis – Ἱεράκων πόλις – název daný Řeky dvěma městům, kde byl uctíván Horus) bylo náboženské a politické centrum Horního Egypta na konci Předdynastického a začátku Raně dynastického období ve 4. tisíciletí př. n. l., které však vzniklo již v 5. tisíciletí před naším letopočtem. Starověký Nechen se nacházel v Horním Egyptě, ve třetím nomu, asi 100 km severně od Asuánu. Jedná se o nejstarší známé egyptské město. Nachází se v dnešním guvernorátu Asuán.

## Historie
Místo bylo prokazatelně osídleno již za časů badárské kultury přibližně v roce 4 500 př. n. l.. Později prošlo obdobím Nakáda I. Město dosáhlo značného významu v letech 3800-3500 př. n. l.. V čase svého největšího rozvoje okolo r. 3400 př. n. l. měl Nechen aspoň 5 000 a možná až 10 000 obyvatel. Osídlená plocha zaujímala rozlohu obdélníku o stranách 2,5*3,5 km. Průzkumem sídliště bylo zjištěno jeho rozdělení na obytné, výrobní, kultovní a hřbitovní čtvrti.

## Jednotlivé stavby

### Hrnčířova dílna
Řemesla pracující s ohněm fungovala z bezpečnostních důvodů na okraji města. Výzkum odhalil bydliště hrnčíře a jeho dílnu. Dochovány jsou střešní trámy a zdi s masivními kůly. Zahloubená část měřila 4*3,5 metru a byla hluboká až 0,8 metru. Prozkoumaná stěna byla postavena z vepřovic. Vnitřní část domu byla vybavena pecí, zásobní nádobou a keramickým blokem.

### Potravinářství
Dále se dochovaly zbytky dvorce pravděpodobně chovatele dobytka s velkými nádobami. Také se dochovaly zbytky pivovaru s osmi varnými káděmi. Dle vědců mohl pivovar obstarat denní spotřebu piva až pro 300 lidí.

## Náboženství
Dlouho po ztrátě svého politického významu si Nechen udržel postavení kultovního střediska božského patrona faraonů.

### Svatyně
Nechen byl také kultovním městem sokolího boha Hora, kterému byl na tomto místě zasvěcen jeden z nejstarších chrámů v Egyptě. Dlouho po zániku města jako významného sídle existovala ve starověkém Egyptě úcta k duším Bau z Pe a Nechenu (jedna duše měla být z Pe, druhá z Nechenu). Mělo se jednat o předky prvních faraonů. Též měly pomáhat faraonům při cestě do podsvětí. Ba z Nechenu měla hlavu šakala.
Uprostřed města se nacházela svatyně. Před budovou se nacházel oválný dvůr o rozměrech 40*13 m. Tento dvůr byl obklopen rákosovým plotem omítnutým hlínou. Později byla přistavěna zeď z vepřovic. Naproti od vchodu do svatyně se nacházela kulatá jáma, do níž byl zřejmě postaven stožár. Svatyně fungovala přibližně 500 let a byla několikrát přestavěna. U svatyně byly nalezeny střepy lahví a kosti krokodýlů (nilských či bahenních), hrochů, gazel a divokých koz. Také došlo k nálezu střepů s vyrytou podobiznou egyptské bohyně plodnosti Bat a obrázkem zajatkyně ovládané znakem krále Horního Egypta.

## Vykopávky
Vykopávky chrámu vynesly na světlo velké množství posvátných předmětů z předdynastické doby. Byly nalezeny dva hřbitovy s malovanými hrobkami a bohatou výbavou (pazourkové dýky, zlato, slonovina, kosmetické palety) a zbytky města z nakkádského období. Pohřebiště dělníků vykazuje také stopy po primitivní mumifikaci (částečné zavinutí rukou u ženských těl z doby asi 3600 př. n. l.). Pohřební zvyky a mumie se dochovaly díky suchosti písku. V nekropoli notáblů ve vádí byly objeveny masky, kamenné sochy a pohřební architektura, která předznamenala pozdější tradice.
Ruiny města byly poprvé vykopány na konci 19. století anglickými archeology J. E. Quibellem a F. W. Greenem. V hlavní depozitní komoře nechenského chrámu našli důležité protodynastické artefakty, například také Narmerovu paletu a slavnou hlavici palice nesoucí jméno krále Štíra.
V nedávné době byly uskutečněny na místě předešlých vykopávek další práce. Tým mezinárodních odborníků složený z archeologů, egyptologů, geologů a dalších vědců řídil až do své smrti roku 1990 Michael Hoffman, po něm Barbara Adamsová z University College of London a Dr. Renee Friedmanová z Berkeley University a od roku 2001, kdy Barbara Adamsová zemřela, Dr. Renee Friedmanová.
Mnohé dýky naležené v Nechenu byly ozdobeny ornamenty zvířat.

## Pevnost
Takzvaná Pevnost je masivní stavba z nepálených cihel, kterou nechal vystavět král Chasechemuej z 2. dynastie. Zdá se, že byla vystavěná stejným způsobem a za stejným účelem jako "pevnosti" v Abydu a neměla vojenský význam. Pravý účel těchto staveb není znám, ale pravděpodobně souvisel s obřady královského úřadu.
Stavba byla postavena na předdynastickém pohřebišti. Vykopávky na tomto místě, spolu s krádežemi cihel, vážně poškodily statiku zdí a to vedlo téměř k zhroucení objektu. Poslední dva roky se pokouší tým pod vedením Dr. Friedmanové stabilizovat objekt a vyplnit místa hrozící rozpadem novými nepálenými cihlami.